# Демидовский столп (Ярославль)
Демидовский столп в Ярославле — памятник Павлу Григорьевичу Демидову, основателю Ярославского Демидовского училища высших наук.
Был установлен на Парадной площади в Ярославле на средства жителей города и других добровольных жертвователей. Открыт 6 (18) марта 1829 года. Представлял собой дорическую бронзовую колонну (внутри заполненную песком) высотой 17 аршин (12 метров) на гранитном пьедестале, с бронзовой небесной сферой и позолоченным парящим двуглавым орлом сверху.
В 1885 году городским главой И. А. Вахромеевым вокруг столпа был разбит сад, со временем ставший по столпу называться Демидовским.
После Февральской революции с памятника убрали орла (символ самодержавия) и небесную сферу, а в 1931 году памятник был разрушен.
В 2004 году инициатором восстановления Демидовского столпа выступил Музей истории города, эта идея была поддержана мэром Ярославля В. В. Волончунасом. Памятник был восстановлен на прежнем месте на средства городского бюджета (более 20 млн рублей) в 2005 году. Открытие состоялось 9 декабря 2005 года. Это самый высокий монумент Ярославля.